# Hindeloopen
Hindeloopen (fryz. Hylpen) – miasto w północnej Holandii, we Fryzji, nad jeziorem Ĳsselmeer w gminie Súdwest Fryslân (od 2011 roku, dawniej Nijefurd). Jedno z jedenastu miast Fryzji, otrzymało prawa miejskie w 1225 roku. 

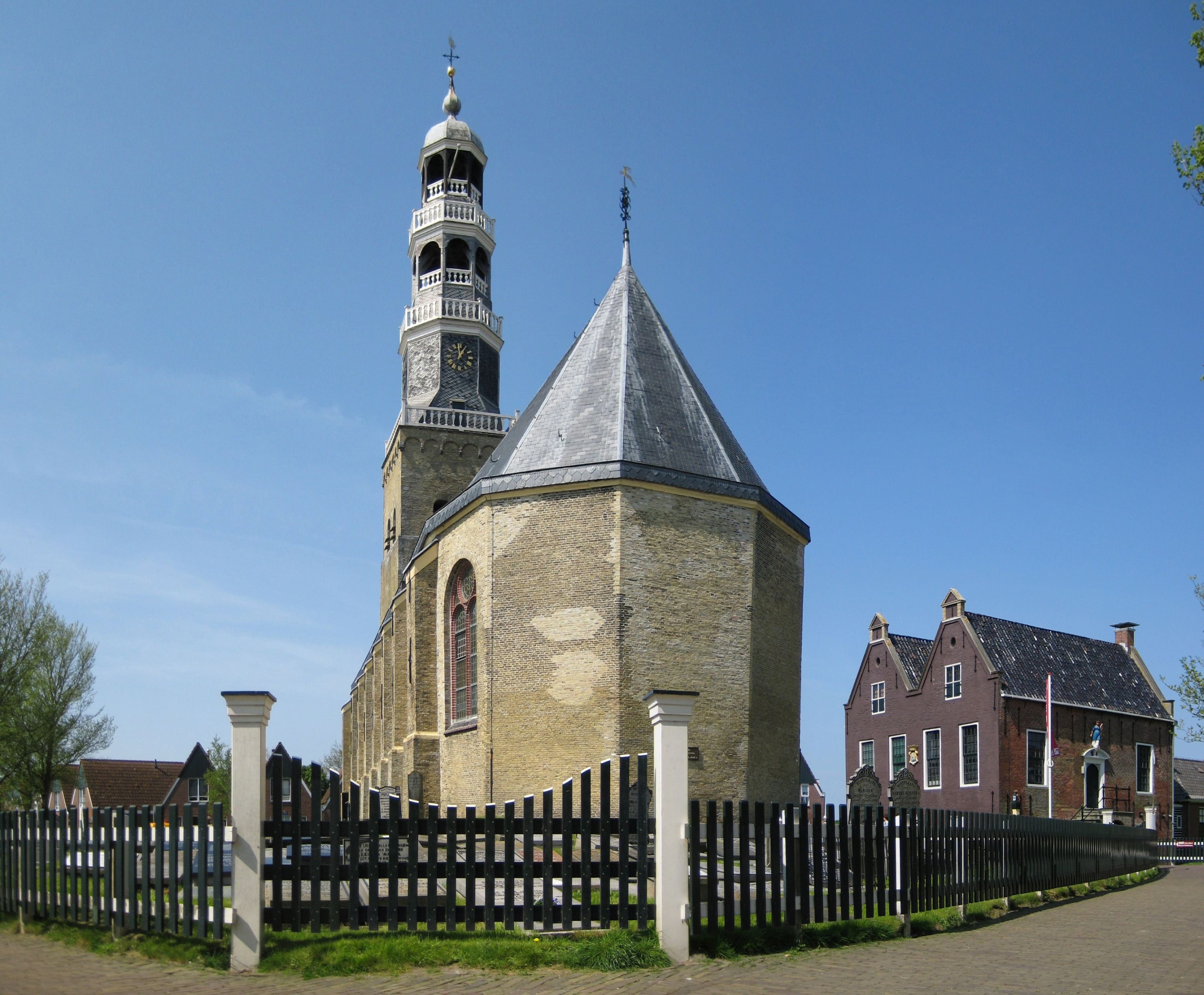
Kościół i muzeum w Hindeloopen